# Tir aux Jeux olympiques de la jeunesse de 2018
Navigation
Édition précédente Édition suivante
Les épreuves de tir aux jeux olympiques de la jeunesse de 2018 ont lieu au parc Sarmiento de Buenos Aires, en Argentine, du 7 au 12 octobre 2018.

## Podiums
| Compétitions                                | Or                                 | Argent                                            | Bronze                                      |
| ------------------------------------------- | ---------------------------------- | ------------------------------------------------- | ------------------------------------------- |
| Carabine à air comprimé 10 m garçons        | Grigorii Shamakov                  | Shahu Tushar Mane                                 | Edouard Dortomb                             |
| Pistolet à air comprimé 10 m garçons        | Saurabh Chaudhary                  | Yun Sung-ho                                       | Jason Solari                                |
| Carabine à air comprimé 10 m filles         | Stephanie Grundsoee                | Mehuli Ghosh                                      | Marija Malić                                |
| Pistolet à air comprimé 10 m filles         | Manu Bhaker                        | Iana Enina                                        | Nino Khutsiberidze                          |
| Carabine à air comprimé 10 m équipes mixtes | Enkhmaa Erdenechuluun Zalan Pekler | Anastasiia Dereviagina Edson Ismael Ramírez Ramos | Viivi Natalia Kemppi Facundo Firmapaz       |
| Pistolet à air comprimé 10 m équipes mixtes | Vanessa Seeger Kiril Kirov         | Manu Bhaker Bezhan Fayzullaev                     | Andrea Victoria Ibarra Miranda Dmytro Honta |

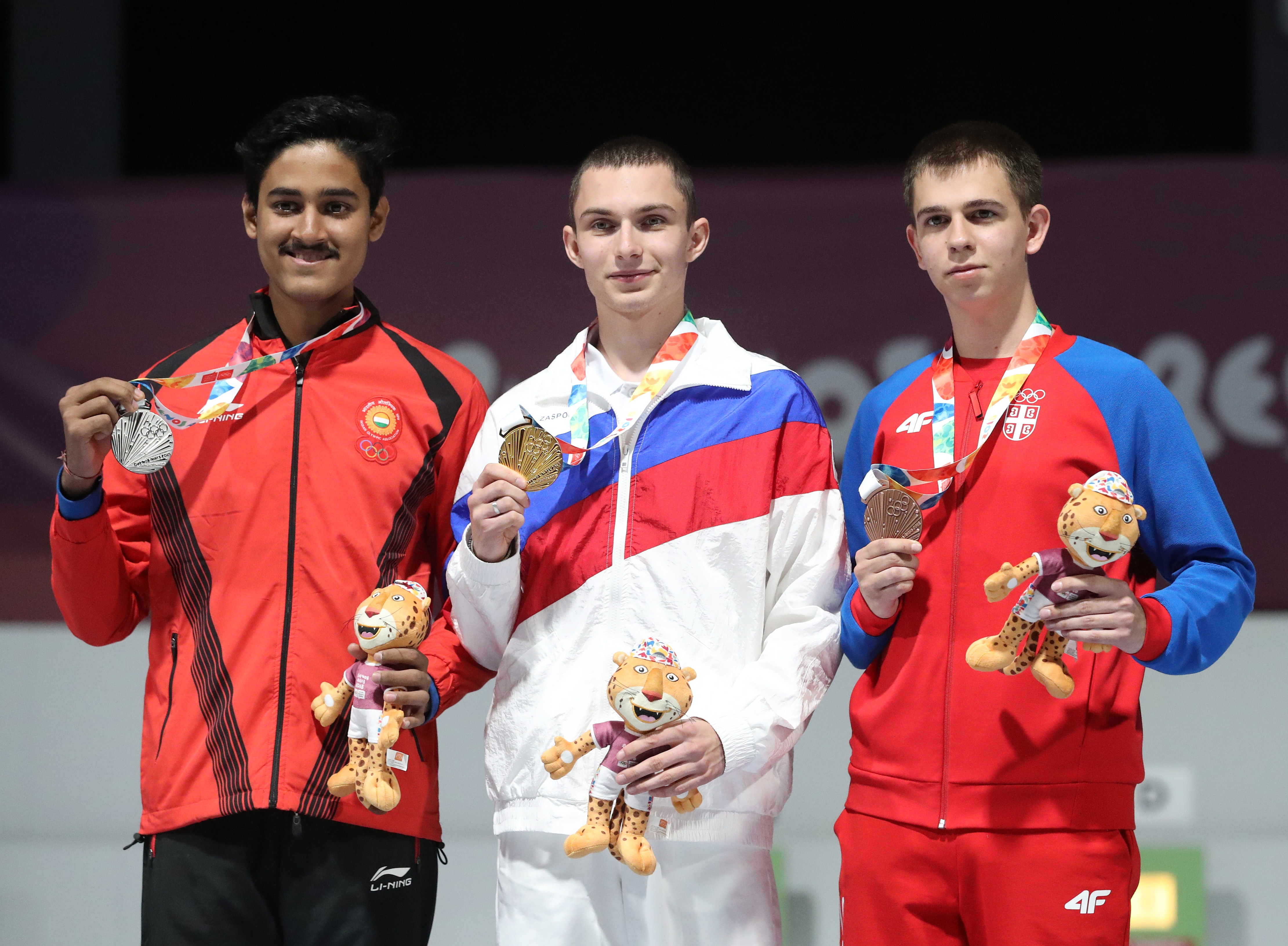
Carabine à air comprimé 10 m garçons, cérémonie de présentation
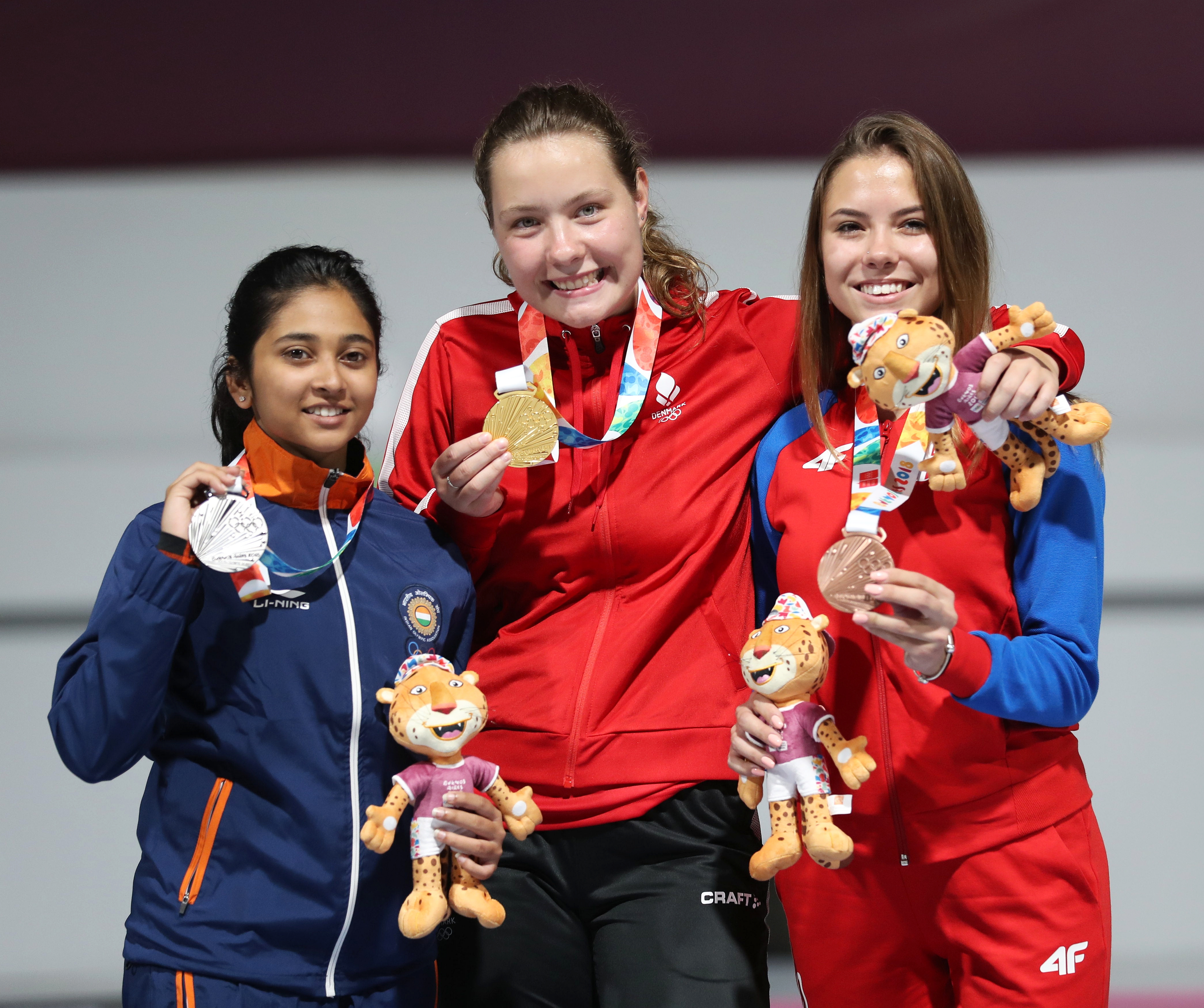
Carabine à air comprimé 10 m filles, cérémonie de présentation